# Hronov
Hronov település Csehországban, Náchodi járásban. Hronov Žďárky, Stárkov, Velké Petrovice, Vysoká Srbská, Velké Poříčí, Horní Radechová, Červený Kostelec és Kudowa-Zdrój településekkel határos. Lakosainak száma 6096 fő (2024. január 1.).

## Népesség
A település lakosságának változását az alábbi diagram mutatja:
| Lakosok száma | 4488 | 5493 | 7786 | 7315 | 7189 | 6519 | 6112 | 6125 | 6032 | 6096 |
|               | 1869 | 1890 | 1921 | 1950 | 1980 | 2001 | 2017 | 2019 | 2022 | 2024 |

## Híres személyek
- Itt született Alois Jirásek (1851–1930) cseh író.